# Хингол
Хингол (урду ہنگول‎) — река в Пакистане (провинция Белуджистан). Впадает в Аравийское море у поселения Кундмалир. Длина реки составляет 560 км.
Берёт начало от слияния реки Карпасикаур и Нал.
Описана у Арриана под именем Томер в связи с плаванием Неарха. В устье реки в IV в. до н. э. располагалось болото, поросшие деревьями горы и деревня.
На берегах реки расположен национальный парк Хингол.